# Накамун-Парк
Накамун-Парк (англ. Nakamun Park) — літнє село в Канаді, у провінції Альберта, у складі муніципального району Лак-Сент-Анн.

## Населення
За даними перепису 2016 року, літнє село нараховувало 96 осіб постійного населення, показавши зростання на 166,7%, порівняно з 2011-м роком. Середня густина населення становила 214 осіб/км².
З офіційних мов обидвома одночасно не володів жоден з жителів, тільки англійською — 95. Усього 15 осіб вважали рідною мовою не одну з офіційних.
Працездатне населення становило 30 осіб (46,2% усього населення), рівень безробіття — 33,3%.

## Клімат
Середня річна температура становить 2,2°C, середня максимальна – 20,5°C, а середня мінімальна – -21°C. Середня річна кількість опадів – 495 мм.
| Клімат поселення                              | Клімат поселення | Клімат поселення | Клімат поселення | Клімат поселення | Клімат поселення | Клімат поселення | Клімат поселення | Клімат поселення | Клімат поселення | Клімат поселення | Клімат поселення | Клімат поселення | Клімат поселення |
| Показник                                      | Січ.             | Лют.             | Бер.             | Квіт.            | Трав.            | Черв.            | Лип.             | Серп.            | Вер.             | Жовт.            | Лист.            | Груд.            |                  |
| Середній максимум, °C                         | −8,05            | −3,96            | 1,49             | 9,86             | 16,09            | 20,09            | 20,52            | 20,02            | 14,84            | 9,67             | −0,31            | −6,51            |                  |
| Середня температура, °C                       | −14,5            | −10,42           | −4,97            | 3,41             | 9,62             | 13,64            | 15,81            | 15,28            | 10,10            | 4,91             | −5,06            | −11,24           |                  |
| Середній мінімум, °C                          | −20,95           | −16,87           | −11,42           | −3,02            | 3,18             | 7,19             | 11,06            | 10,57            | 5,38             | 0,21             | −9,79            | −15,97           |                  |
| Норма опадів, мм                              | 26               | 18               | 18               | 24               | 47               | 89               | 91               | 70               | 43               | 24               | 21               | 24               |                  |
| Середньомісячна швидкість вітру, м/с          | 3.20             | 3.40             | 3.40             | 3.60             | 3.58             | 3.20             | 2.97             | 2.80             | 3.00             | 3.40             | 3.20             | 3.20             |                  |
| Середньомісячна сонячна радіація, кДж/м²·день | 3304             | 6863             | 12113            | 17151            | 20469            | 21991            | 22072            | 18392            | 12449            | 7299             | 3632             | 2418             |                  |
| --------------------------------------------- | ---------------- | ---------------- | ---------------- | ---------------- | ---------------- | ---------------- | ---------------- | ---------------- | ---------------- | ---------------- | ---------------- | ---------------- | ---------------- |
| Джерело:                                      |                  |                  |                  |                  |                  |                  |                  |                  |                  |                  |                  |                  |                  |